# 泉二勝磨
泉二 勝磨（もとじ かつま、1905年-1944年10月3日）は、昭和初期に活動した日本の彫刻家。

## 経歴
後に大審院院長となる泉二新熊の子として東京市に生まれる。東京美術学校を卒業後、1931年（昭和6年）にフランスにわたり、ジャン・デュナンに師事。1939年（昭和14年）に帰国後、二科展に彫塑を10点出品した。
続く1940年（昭和15年）の二科展に「朔雲童児」出品、さらに翌1941年（昭和16年）に「東郷大将バルチック艦隊を睨む」を出品して二科会員に推された。その後、多摩帝国美術学校にて講師を務め、1944年10月3日に死去。多磨霊園に墓所が存在する。